# Torpeda TEST-71M
TEST-71M/ME – radziecka torpeda ciężka przeznaczona do zwalczania zanurzonych okrętów podwodnych kierowana przewodowo, wyposażona w aktywny akustyczny układ samonaprowadzania oraz zapalnik zbliżeniowy i dwa zapalniki kontaktowe. Torpedy te umieszczone są w szczelnie zamkniętych kontenerach wypełnionych azotem. Ich konstrukcja składa się z akustycznego układu naprowadzania, zapalnika zbliżeniowego oraz dwóch kontaktowych, głowicy bojowej, jednorazowego użytku akumulatora, elektronicznej jednostki obliczeniowej oraz układu kontroli, a także układu zdalnej kontroli. Torpeda w początkowym okresie biegu jest kierowana przewodowo, miedzianym przewodem o długości 15 km. W ostatniej fazie może samonaprowadzać się na cel. Zasięg wynosi 15 km przy prędkości 40 węzłów lub 24 km przy prędkości 35 węzłów. Torpedy TEST-71M zostały przyjęte na uzbrojenie w marynarce ZSRR w 1981 roku. W torpedy tego typu w eksportowej wersji ME uzbrojony jest między innymi polski okręt podwodny ORP „Orzeł” projektu 877E (Polska zakupiła ich 12).